# Dušan Vlahović
Dušan Vlahović (in serbo Душан Влаховић?; pronuncia: [dǔʃan ˈvlaːxɔʋitɕ]; Belgrado, 28 gennaio 2000) è un calciatore serbo, attaccante della Juventus e della nazionale serba.
Cresciuto nei settori giovanili dell'OFK Belgrado e del Partizan, con quest'ultima squadra ha esordito tra i professionisti vincendo una Superliga (2016-2017) e due Coppe di Serbia consecutive (2015-2016 e 2016-2017). Nel 2018 approda alla Fiorentina, dove gioca per il successivo quadriennio. Dal 2022 milita nella Juventus, con cui vince una Coppa Italia nell'edizione 2023-2024.
A livello personale ha vinto la classifica marcatori della Coppa Italia 2021-2022 ed è stato eletto, ai Premi Lega Serie A, miglior under 23 nel 2021 e miglior attaccante nel 2024.

## Biografia
Figlio di Miloš e Sladjana, ha una sorella, Andjela. Da bambino aveva inizialmente mostrato una maggiore predisposizione per la pallacanestro, prima d'indirizzarsi definitivamente verso il calcio.

## Caratteristiche tecniche
Ritenuto tra i calciatori più promettenti della propria generazione, è un attaccante dal fisico possente, dotato di notevole tecnica, che può giocare sia da prima sia da seconda punta. Mancino puro, possiede un tiro potente e preciso, che gli permette di risultare efficace anche nei calci piazzati e dal dischetto.

## Carriera

### Club

#### Gli inizi
Nativo di Belgrado, muove i primi passi nella scuola calcio Altina Zemun e in seguito transita nel vivaio dell'OFK Belgrado, dove trascorre tre mesi, e in quello della Stella Rossa, per poi entrare nel settore giovanile del Partizan, nell'estate del 2014.
Nel febbraio 2015, a soli 15 anni d'età, firma il primo contratto professionistico in carriera con il Partizan. Agli inizi del 2016 entra in prima squadra, guidata dall'allenatore Ivan Tomić, e riceve la maglia numero 9. Il 21 febbraio 2016 debutta nella Superliga serba in occasione della trasferta contro l'OFK Belgrado (2-1), diventando il più giovane esordiente della storia del Partizan. Il 27 febbraio successivo diventa il più giovane esordiente di sempre nel derby eterno contro la Stella Rossa, subentrando all'inizio del secondo tempo. Il 2 aprile 2016 segna il primo gol con la squadra nella gara casalinga contro il Radnik Surdulica (3-2), divenendo il più giovane marcatore nella storia del club. Il 20 aprile 2016 sigla la sua prima marcatura in Coppa di Serbia, contribuendo al successo interno in semifinale sullo Spartak Subotica (3-0). Si fregia della vittoria della coppa di Serbia l'11 maggio successivo, contribuendo con una rete al successo in finale sullo Javor Ivanjica (2-0).
Il 21 luglio 2016, alla seconda stagione con il Partizan, debutta in UEFA Europa League, timbrando una presenza nella partita in trasferta contro lo Zagłębie Lubin (0-0).

#### Fiorentina
Nel giugno 2017, voluto dall'allora direttore sportivo dei viola Pantaleo Corvino, firma un contratto preliminare con la Fiorentina, che diviene ufficiale il 28 gennaio 2018, al compimento dei 18 anni d'età. L'acquisto si concretizza il 22 febbraio, ma per motivi burocratici il giocatore può scendere in campo solo dal luglio successivo. Inizialmente destinato alla squadra Primavera, con la formazione giovanile si aggiudica la Coppa Italia e il titolo di capocannoniere della stessa competizione, contribuendo peraltro con una doppietta al successo finale sul Torino. Il 25 settembre 2018, all'età di 18 anni, fa il suo debutto in maglia viola e in Serie A, in occasione di Inter-Fiorentina (2-1), diventando così il primo giocatore nato negli anni 2000 a scendere in campo con i toscani. Il 9 dicembre seguente, in occasione di Sassuolo-Fiorentina (3-3), disputata da titolare, diventa il primo giocatore nato negli anni 2000 a giocare dal primo minuto con la Viola.
Nella stagione seguente viene definitivamente inserito in prima squadra. Il 18 agosto 2019 debutta in Coppa Italia, decidendo con una doppietta da subentrato il turno preliminare contro il Monza (3-1). Il 10 novembre successivo mette a referto le prime marcature di sempre in campionato, realizzando un'altra doppietta nella sconfitta esterna contro il Cagliari (5-2). Chiude la stagione con 6 gol in campionato in 30 presenze.
Nella stagione 2020-2021 prende la maglia numero nove, e trova sempre maggior spazio da titolare, soprattutto dopo l'arrivo di Cesare Prandelli alla guida dei fiorentini. Il 22 dicembre 2020 contribuisce con un suo gol al successo a Torino sulla Juventus (0-3), che sancisce la prima vittoria dei Viola in casa bianconera da dodici anni a quella parte; quindi il 13 marzo 2021 realizza la sua prima tripletta in carriera, decidendo la gara di campionato contro il Benevento (1-4). Conclude l'annata con 21 reti totali, contribuendo in maniera determinante alla salvezza dei toscani – anche grazie ai gol segnati negli scontri diretti – e vincendo, inoltre, il titolo di miglior under 23 della Serie A 2020-2021.
Inizia il 2021-2022 segnando una doppietta nella partita vinta contro il Cosenza (4-0), valida per il 1º turno di Coppa Italia. Il 28 agosto 2021 sigla, invece, la sua prima marcatura in campionato ai danni del Torino. Il 12 settembre realizza entrambe le reti che consentono alla Fiorentina di vincere in casa dell'Atalanta (1-2) mentre, il 30 ottobre seguente, è autore della sua seconda tripletta nel massimo campionato italiano ai danni dello Spezia (3-0). Punto fermo del nuovo allenatore Vincenzo Italiano, conclude la prima parte di stagione con 20 reti in 24 partite tra campionato e coppa.

#### Juventus
Il 28 gennaio 2022 viene acquistato a titolo definitivo dalla Juventus per 70 milioni di euro (più 10 milioni di bonus): diventa l'acquisto più oneroso per un club di Serie A durante la sessione invernale di calciomercato. Il successivo 6 febbraio segna al debutto in maglia bianconera, aprendo le marcature nella partita casalinga di campionato vinta per 2-0 contro il Verona; quattro giorni dopo, alla prima partita di Coppa Italia in maglia juventina, propizia l'autogol decisivo di Ruan Tressoldi che vale il 2-1 al Sassuolo e annessa qualificazione in semifinale. Il 22 febbraio esordisce in UEFA Champions League in occasione della partita esterna, valida per l'andata degli ottavi di finale, contro il Villarreal (1-1): realizza il gol del parziale 0-1 dopo soli 32" dall'inizio della gara, diventando il primo giocatore bianconero a segnare al debutto nella fase a eliminazione diretta di Champions e il secondo più veloce, dopo Alessandro Del Piero (20"), a siglare una rete nella massima competizione europea nonché, in assoluto, il secondo più veloce marcatore all'esordio nella manifestazione, dietro al solo Jevhen Konopljanka (19"). Quattro giorni dopo, nella vittoriosa trasferta di campionato contro l'Empoli (2-3), realizza la sua prima doppietta per i bianconeri.
Termina il campionato con 24 gol realizzati tra Firenze e Torino: con la rete che sblocca il punteggio nel 2-2 casalingo contro la Lazio del 16 maggio, eguaglia Dejan Stanković come calciatore serbo più prolifico nella storia della Serie A. Cinque giorni prima era andato a segno nella finale di Coppa Italia contro l'Inter, persa per 4-2 dai piemontesi ai tempi supplementari, realizzando il parziale 1-2 per i suoi: tale rete, sommata alle precedenti tre in maglia viola, gli permette di laurearsi capocannoniere dell'edizione.
L'inizio della stagione seguente è sottotono per l'attaccante, frenato sia dalla crisi di gioco dei bianconeri sia da una pubalgia che ne limita fortemente l'impiego. Ristabilitosi al giro di boa dell'annata, il 16 febbraio 2023 trova la sua prima rete in UEFA Europa League, aprendo il tabellino nel pareggio interno contro i francesi del Nantes (1-1) valido per l'andata del turno di play-off. Pur col raggiungimento delle semifinali in campo europeo, la stagione di Vlahović e nel complesso della squadra si rivela negativa, soprattutto a causa di vicende extrasportive che destabilizzano fortemente l'ambiente torinese.
Nell'annata 2023-2024 il centravanti serbo vince il suo primo trofeo in maglia juventina, la Coppa Italia, peraltro assurgendo a match winner nella finale del 15 maggio a Roma contro l'Atalanta (1-0). Nella stessa stagione, viene premiato come miglior attaccante della Serie A. In quella seguente invece, pur se il 2 ottobre 2024 sigla la sua prima doppietta in Champions League, nella vittoria esterna per 3-2 sul RB Lipsia, nella seconda parte dell'annata perde il posto da titolare a favore del neoacquisto Randal Kolo Muani, in un periodo segnato anche dall'errore del serbo ai tiri di rigore nei quarti di Coppa Italia contro l'Empoli, che contribuisce all'eliminazione bianconera.

### Nazionale

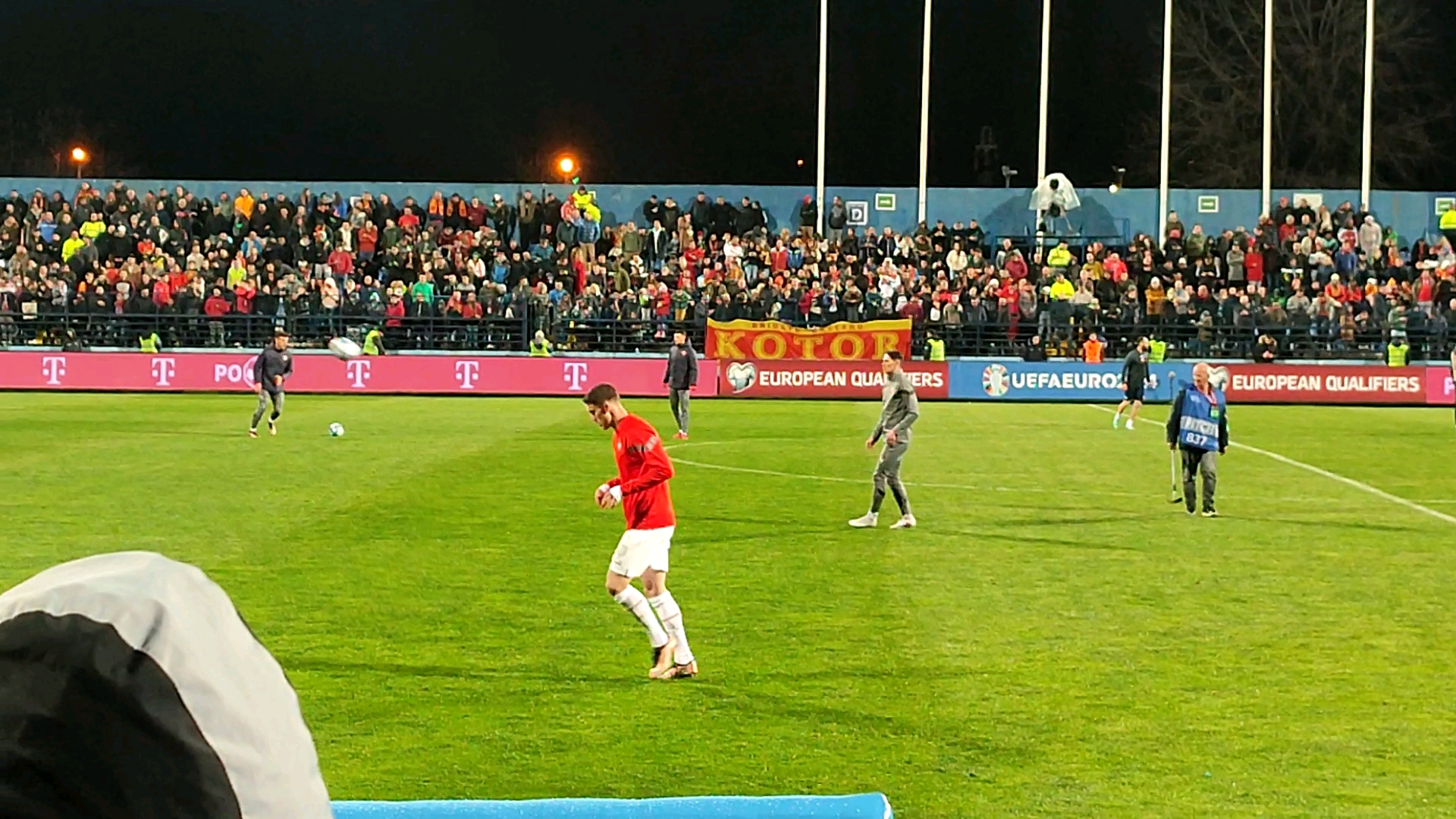
Vlahović in riscaldamento prepartita con la nazionale serba nel 2023

Dopo avere militato nelle nazionali under 15, under 16 e under 19 della Serbia, il 6 settembre 2019 debutta con la nazionale under 21 serba nella sconfitta per 1-0 in trasferta contro i pari età della Russia.
Debutta in nazionale maggiore l'11 ottobre 2020, all'età di 20 anni, nella partita persa per 0-1 contro l'Ungheria, valida per la UEFA Nations League e disputata a Belgrado. Il successivo 18 novembre, alla prima da titolare, realizza il suo primo gol in nazionale, nella gara interna vinta 5-0 contro la Russia.
Nel novembre del 2022, viene incluso dal commissario tecnico Dragan Stojković nella rosa serba partecipante al campionato del mondo 2022 in Qatar. Fa il suo debutto nella rassegna iridata il 24 dello stesso mese, nella sconfitta 2-0 contro il Brasile valevole per la fase a gironi; frenato da problemi fisici che ne limitano l'impiego in campo, nella gara del 2 dicembre contro la Svizzera trova comunque il suo primo gol in un mondiale, tuttavia non sufficiente a evitare la sconfitta 2-3 della nazionale balcanica e conseguente eliminazione dalla manifestazione.
Viene convocato per il campionato d'Europa 2024 in Germania, dove la Serbia non supera la fase a gironi e lo stesso Vlahović, come il resto dei suoi compagni di nazionale, è autore di prestazioni al di sotto delle attese.

## Statistiche

### Presenze e reti nei club
Statistiche aggiornate al 26 giugno 2025.
| Stagione          | Squadra           | Campionato        | Campionato | Campionato | Coppe nazionali | Coppe nazionali | Coppe nazionali | Coppe continentali | Coppe continentali | Coppe continentali | Altre coppe | Altre coppe | Altre coppe | Totale | Totale |
| Stagione          | Squadra           | Comp              | Pres       | Reti       | Comp            | Pres            | Reti            | Comp               | Pres               | Reti               | Comp        | Pres        | Reti        | Pres   | Reti   |
| ----------------- | ----------------- | ----------------- | ---------- | ---------- | --------------- | --------------- | --------------- | ------------------ | ------------------ | ------------------ | ----------- | ----------- | ----------- | ------ | ------ |
| 2015-2016         | Partizan          | SL                | 14         | 1          | KS              | 4               | 2               | UCL+UEL            | -                  | -                  | -           | -           | -           | 18     | 3      |
| 2016-2017         | Partizan          | SL                | 7          | 0          | KS              | 1               | 0               | UEL                | 1                  | 0                  | -           | -           | -           | 9      | 0      |
| Totale Partizan   | Totale Partizan   | Totale Partizan   | 21         | 1          |                 | 5               | 2               |                    | 1                  | 0                  |             | -           | -           | 27     | 3      |
| 2018-2019         | Fiorentina        | A                 | 10         | 0          | CI              | 0               | 0               | -                  | -                  | -                  | -           | -           | -           | 10     | 0      |
| 2019-2020         | Fiorentina        | A                 | 30         | 6          | CI              | 4               | 2               | -                  | -                  | -                  | -           | -           | -           | 34     | 8      |
| 2020-2021         | Fiorentina        | A                 | 37         | 21         | CI              | 3               | 0               | -                  | -                  | -                  | -           | -           | -           | 40     | 21     |
| 2021-gen. 2022    | Fiorentina        | A                 | 21         | 17         | CI              | 3               | 3               | -                  | -                  | -                  | -           | -           | -           | 24     | 20     |
| Totale Fiorentina | Totale Fiorentina | Totale Fiorentina | 98         | 44         |                 | 10              | 5               |                    | -                  | -                  |             | -           | -           | 108    | 49     |
| gen.-giu. 2022    | Juventus          | A                 | 15         | 7          | CI              | 4               | 1               | UCL                | 2                  | 1                  | SI          | -           | -           | 21     | 9      |
| 2022-2023         | Juventus          | A                 | 27         | 10         | CI              | 2               | 0               | UCL+UEL            | 5+8                | 1+3                | -           | -           | -           | 42     | 14     |
| 2023-2024         | Juventus          | A                 | 33         | 16         | CI              | 5               | 2               | -                  | -                  | -                  | -           | -           | -           | 38     | 18     |
| 2024-2025         | Juventus          | A                 | 29         | 10         | CI              | 2               | 1               | UCL                | 9                  | 4                  | SI+Cmc      | 1+3         | 0+2         | 44     | 17     |
| Totale Juventus   | Totale Juventus   | Totale Juventus   | 104        | 43         |                 | 13              | 4               |                    | 24                 | 9                  |             | 4           | 2           | 145    | 58     |
| Totale carriera   | Totale carriera   | Totale carriera   | 223        | 88         |                 | 28              | 11              |                    | 25                 | 9                  |             | 4           | 2           | 280    | 110    |

### Cronologia presenze e reti in nazionale
| Cronologia completa delle presenze e delle reti in nazionale ― Serbia | Cronologia completa delle presenze e delle reti in nazionale ― Serbia | Cronologia completa delle presenze e delle reti in nazionale ― Serbia | Cronologia completa delle presenze e delle reti in nazionale ― Serbia | Cronologia completa delle presenze e delle reti in nazionale ― Serbia | Cronologia completa delle presenze e delle reti in nazionale ― Serbia | Cronologia completa delle presenze e delle reti in nazionale ― Serbia | Cronologia completa delle presenze e delle reti in nazionale ― Serbia |
| Data                                                                  | Città                                                                 | In casa                                                               | Risultato                                                             | Ospiti                                                                | Competizione                                                          | Reti                                                                  | Note                                                                  |
| --------------------------------------------------------------------- | --------------------------------------------------------------------- | --------------------------------------------------------------------- | --------------------------------------------------------------------- | --------------------------------------------------------------------- | --------------------------------------------------------------------- | --------------------------------------------------------------------- | --------------------------------------------------------------------- |
| 11-10-2020                                                            | Belgrado                                                              | Serbia                                                                | 0 – 1                                                                 | Ungheria                                                              | UEFA Nations League 2020-2021 - 1º turno                              | -                                                                     | 66’                                                                   |
| 14-10-2020                                                            | Istanbul                                                              | Turchia                                                               | 2 – 2                                                                 | Serbia                                                                | UEFA Nations League 2020-2021 - 1º turno                              | -                                                                     | 75’                                                                   |
| 15-11-2020                                                            | Budapest                                                              | Ungheria                                                              | 1 – 1                                                                 | Serbia                                                                | UEFA Nations League 2020-2021 - 1º turno                              | -                                                                     | 79’                                                                   |
| 18-11-2020                                                            | Belgrado                                                              | Serbia                                                                | 5 – 0                                                                 | Russia                                                                | UEFA Nations League 2020-2021 - 1º turno                              | 1                                                                     | 60’                                                                   |
| 24-3-2021                                                             | Belgrado                                                              | Serbia                                                                | 3 – 2                                                                 | Irlanda                                                               | Qual. Mondiali 2022                                                   | 1                                                                     | 82’                                                                   |
| 27-3-2021                                                             | Belgrado                                                              | Serbia                                                                | 2 – 2                                                                 | Portogallo                                                            | Qual. Mondiali 2022                                                   | -                                                                     | 46’                                                                   |
| 30-3-2021                                                             | Baku                                                                  | Azerbaigian                                                           | 1 – 2                                                                 | Serbia                                                                | Qual. Mondiali 2022                                                   | -                                                                     | 86’                                                                   |
| 1-9-2021                                                              | Debrecen                                                              | Qatar                                                                 | 0 – 4                                                                 | Serbia                                                                | Amichevole                                                            | 1                                                                     |                                                                       |
| 4-9-2021                                                              | Belgrado                                                              | Serbia                                                                | 4 – 1                                                                 | Lussemburgo                                                           | Qual. Mondiali 2022                                                   | -                                                                     | 70’                                                                   |
| 7-9-2021                                                              | Dublino                                                               | Irlanda                                                               | 1 – 1                                                                 | Serbia                                                                | Qual. Mondiali 2022                                                   | -                                                                     | 70’                                                                   |
| 9-10-2021                                                             | Lussemburgo                                                           | Lussemburgo                                                           | 0 – 1                                                                 | Serbia                                                                | Qual. Mondiali 2022                                                   | 1                                                                     |                                                                       |
| 12-10-2021                                                            | Belgrado                                                              | Serbia                                                                | 3 – 1                                                                 | Azerbaigian                                                           | Qual. Mondiali 2022                                                   | 2                                                                     | 88’                                                                   |
| 11-11-2021                                                            | Belgrado                                                              | Serbia                                                                | 4 – 0                                                                 | Qatar                                                                 | Amichevole                                                            | 1                                                                     | 46’                                                                   |
| 14-11-2021                                                            | Lisbona                                                               | Portogallo                                                            | 1 – 2                                                                 | Serbia                                                                | Qual. Mondiali 2022                                                   | -                                                                     |                                                                       |
| 24-9-2022                                                             | Belgrado                                                              | Serbia                                                                | 4 – 1                                                                 | Svezia                                                                | UEFA Nations League 2022-2023 - 1º turno                              | -                                                                     | 90’                                                                   |
| 27-9-2022                                                             | Oslo                                                                  | Norvegia                                                              | 0 – 2                                                                 | Serbia                                                                | UEFA Nations League 2022-2023 - 1º turno                              | 1                                                                     |                                                                       |
| 18-11-2022                                                            | Riffa                                                                 | Bahrein                                                               | 1 – 5                                                                 | Serbia                                                                | Amichevole                                                            | 1                                                                     | 46’                                                                   |
| 24-11-2022                                                            | Lusail                                                                | Brasile                                                               | 2 – 0                                                                 | Serbia                                                                | Mondiali 2022 - 1º turno                                              | -                                                                     | 66’                                                                   |
| 2-12-2022                                                             | Doha                                                                  | Serbia                                                                | 2 – 3                                                                 | Svizzera                                                              | Mondiali 2022 - 1º turno                                              | 1                                                                     | 55’                                                                   |
| 24-3-2023                                                             | Belgrado                                                              | Serbia                                                                | 2 – 0                                                                 | Lituania                                                              | Qual. Euro 2024                                                       | 1                                                                     | 63’                                                                   |
| 27-3-2023                                                             | Podgorica                                                             | Montenegro                                                            | 0 – 2                                                                 | Serbia                                                                | Qual. Euro 2024                                                       | 2                                                                     | 46’                                                                   |
| 7-9-2023                                                              | Belgrado                                                              | Serbia                                                                | 1 – 2                                                                 | Ungheria                                                              | Qual. Euro 2024                                                       | -                                                                     | 86’                                                                   |
| 10-9-2023                                                             | Kaunas                                                                | Lituania                                                              | 1 – 3                                                                 | Serbia                                                                | Qual. Euro 2024                                                       | -                                                                     | 71’                                                                   |
| 15-11-2023                                                            | Lovanio                                                               | Belgio                                                                | 1 – 0                                                                 | Serbia                                                                | Amichevole                                                            | -                                                                     | 67’                                                                   |
| 19-11-2023                                                            | Leskovac                                                              | Serbia                                                                | 2 – 2                                                                 | Bulgaria                                                              | Qual. Euro 2024                                                       | -                                                                     | 62’                                                                   |
| 4-6-2024                                                              | Vienna                                                                | Austria                                                               | 2 – 1                                                                 | Serbia                                                                | Amichevole                                                            | -                                                                     | 75’                                                                   |
| 8-6-2024                                                              | Solna                                                                 | Svezia                                                                | 0 – 3                                                                 | Serbia                                                                | Amichevole                                                            | -                                                                     | 79’                                                                   |
| 16-6-2024                                                             | Gelsenkirchen                                                         | Serbia                                                                | 0 – 1                                                                 | Inghilterra                                                           | Euro 2024 - 1º turno                                                  | -                                                                     |                                                                       |
| 20-6-2024                                                             | Monaco di Baviera                                                     | Slovenia                                                              | 1 – 1                                                                 | Serbia                                                                | Euro 2024 - 1º turno                                                  | -                                                                     | 64’                                                                   |
| 25-6-2024                                                             | Monaco di Baviera                                                     | Danimarca                                                             | 0 – 0                                                                 | Serbia                                                                | Euro 2024 - 1º turno                                                  | -                                                                     | 67’                                                                   |
| 15-11-2024                                                            | Zurigo                                                                | Svizzera                                                              | 1 – 1                                                                 | Serbia                                                                | UEFA Nations League 2024-2025 - 1º turno                              | -                                                                     |                                                                       |
| 18-11-2024                                                            | Leskovac                                                              | Serbia                                                                | 0 – 0                                                                 | Danimarca                                                             | UEFA Nations League 2024-2025 - 1º turno                              | -                                                                     | 87’                                                                   |
| 20-3-2025                                                             | Vienna                                                                | Austria                                                               | 1 – 1                                                                 | Serbia                                                                | UEFA Nations League 2024-2025 - Play-off                              | -                                                                     |                                                                       |
| 23-3-2025                                                             | Belgrado                                                              | Serbia                                                                | 2 – 0                                                                 | Austria                                                               | UEFA Nations League 2024-2025 - Play-off                              | 1                                                                     |                                                                       |
| 7-6-2025                                                              | Tirana                                                                | Albania                                                               | 0 – 0                                                                 | Serbia                                                                | Qual. Mondiali 2026                                                   | -                                                                     |                                                                       |
| 10-6-2025                                                             | Leskovac                                                              | Serbia                                                                | 3 – 0                                                                 | Andorra                                                               | Qual. Mondiali 2026                                                   | -                                                                     |                                                                       |
| Totale                                                                |                                                                       | Presenze                                                              | 36                                                                    |                                                                       | Reti (9º posto)                                                       | 14                                                                    |                                                                       |

| Cronologia completa delle presenze e delle reti in nazionale ― Serbia under 21 | Cronologia completa delle presenze e delle reti in nazionale ― Serbia under 21 | Cronologia completa delle presenze e delle reti in nazionale ― Serbia under 21 | Cronologia completa delle presenze e delle reti in nazionale ― Serbia under 21 | Cronologia completa delle presenze e delle reti in nazionale ― Serbia under 21 | Cronologia completa delle presenze e delle reti in nazionale ― Serbia under 21 | Cronologia completa delle presenze e delle reti in nazionale ― Serbia under 21 | Cronologia completa delle presenze e delle reti in nazionale ― Serbia under 21 |
| Data                                                                           | Città                                                                          | In casa                                                                        | Risultato                                                                      | Ospiti                                                                         | Competizione                                                                   | Reti                                                                           | Note                                                                           |
| ------------------------------------------------------------------------------ | ------------------------------------------------------------------------------ | ------------------------------------------------------------------------------ | ------------------------------------------------------------------------------ | ------------------------------------------------------------------------------ | ------------------------------------------------------------------------------ | ------------------------------------------------------------------------------ | ------------------------------------------------------------------------------ |
| 6-9-2019                                                                       | Saransk                                                                        | Russia under 21                                                                | 1 – 0                                                                          | Serbia under 21                                                                | Qual. Europeo Under-21 2021                                                    | -                                                                              | 20’ 57’                                                                        |
| 11-10-2019                                                                     | Sofia                                                                          | Bulgaria under 21                                                              | 0 – 1                                                                          | Serbia under 21                                                                | Qual. Europeo Under-21 2021                                                    | -                                                                              | 56’ 69’                                                                        |
| 15-10-2019                                                                     | Łódź                                                                           | Polonia under 21                                                               | 1 – 0                                                                          | Serbia under 21                                                                | Qual. Europeo Under-21 2021                                                    | -                                                                              | 84’                                                                            |
| Totale                                                                         |                                                                                | Presenze                                                                       | 3                                                                              |                                                                                | Reti                                                                           | 0                                                                              |                                                                                |

## Palmarès

### Club

#### Competizioni giovanili
- Coppa Italia Primavera: 1

Fiorentina: 2018-2019

#### Competizioni nazionali
- Coppa di Serbia: 2

Partizan: 2015-2016, 2016-2017
- Campionato serbo: 1

Partizan: 2016-2017
- Coppa Italia: 1

Juventus: 2023-2024

### Individuale
- Capocannoniere della Coppa Italia Primavera: 1

2018-2019 (6 gol)
- Premi Lega Serie A: 2

Miglior under 23: 2020-2021
Miglior attaccante: 2023-2024
- Capocannoniere della Coppa Italia: 1

2021-2022 (4 gol) 
- Gran Galà del calcio AIC: 1

Squadra dell'anno: 2022